# Ctenucha nivosa
Ctenucha nivosa är en fjärilsart som beskrevs av Walker 1869. Ctenucha nivosa ingår i släktet Ctenucha och familjen björnspinnare. Inga underarter finns listade i Catalogue of Life.